# دراوند این ساوند

لوگوی دراوند این ساوند

دراوند این ساوند (به انگلیسی: Drowned in Sound)((غرق شده در صدا) یا دیس نام مجله اینترنتی موسیقی است که در بریتانیا منتشر می‌شود.

## جوایز
در نوزدهم مارچ ۲۰۰۶ ماهنامه آبزرو، دراوند این ساوند را در لیست ۲۵ مجله اینترنی خود در رتبه نهم قرار داد.در سال ۲۰۰۶ مجله مرز ۱۵۰۰۰۰ خواننده در هفته را رد کرد و در سال ۲۰۰۷ نامزد بهترین مجله اینترنتی جایزه پلاگ شد.در همان سال همچنین مجله نامزد بهترین سایت موسیقی برای جایزه ان‌ام‌ای گردید.

## ناشر موسیقی
در سال ۲۰۰۳ شروع به انتشار آلبوم موسیقی به عنوان ناشر موسیقی شد.

## پادکست
در سال ۲۰۰۶ سایت اقدام به ایجاد پادکستی به نام رادیوی دراوند این ساوند کرد.تمرکز رادیو بر روی آهنگ‌های تازه منتشر شده و آهنگ‌هایی است که هنوز شناخته نشده‌اند.